# Вільмер Кабрера
Вільмер Кабрера (ісп. Wilmer Cabrera, нар. 15 вересня 1967, Барранкілья) — колумбійський футболіст, що грав на позиції захисника. По завершенні ігрової кар'єри — тренер.
Виступав, зокрема, за клуб «Америка де Калі», а також національну збірну Колумбії, з якою був учасником двох чемпіонатів світу та чотирьох Кубків Америки. Як тренер став працювати у США. З 2016 року очолює тренерський штаб команди «Х'юстон Динамо».

## Клубна кар'єра
У дорослому футболі дебютував 1985 року виступами за команду клубу «Санта-Фе», в якій провів п'ять сезонів, взявши участь у 61 матчі чемпіонату і 1989 року виграв з командою Кубок Колумбії.
Своєю грою за цю команду привернув увагу представників тренерського штабу клубу «Америка де Калі», до складу якого приєднався 1990 року. Відіграв за команду з Калі наступні вісім сезонів своєї ігрової кар'єри. Більшість часу, проведеного у складі «Америка де Калі», був основним гравцем захисту команди і за цей час тричі став чемпіоном Колумбії, а також став фіналістом Кубка Лібертадорес 1996 року.
Згодом у сезоні 1997/98 недовго пограв за аргентинське «Індепендьєнте» (Авельянеда), після чого повернувся на батьківщину і грав за клуби «Мільйонаріос», «Санта-Фе», «Депортес Толіма» та «Бояка Чико».
У 2001—2004 роках був гравцем костариканського «Ередіано», а завершив професійну ігрову кар'єру у американському клубі «Лонг-Айленд Раф Райдерс», за команду якого виступав протягом 2004—2005 років разом із співвітчизником Андресом Естрадою.

## Виступи за збірні
Протягом 1985—1987 років залучався до складу молодіжної збірної Колумбії, з якою був учасником молодіжного чемпіонату світу 1985 року в СРСР та 1987 року в Чилі, а також виграв домашній молодіжний чемпіонат Південної Америки у 1987 році.
1989 року дебютував в офіційних матчах у складі національної збірної Колумбії на розіграші Кубка Америки 1989 року у Бразилії, де колумбійці не вийшли з групи.
Наступного року у складі збірної був учасником чемпіонату світу 1990 року в Італії, проте на поле не виходив. Після цього брав участь ще у трьох Кубках Америки — 1991 року у Чилі, 1995 року в Уругваї, на якому команда здобула бронзові нагороди, та 1997 року у Болівії.
Останнім великим турніром для Кабрери став чемпіонат світу 1998 року у Франції, де він зіграв у всіх трьох матчах своєї команди: іграх групового турніру проти збірних Румунії, Тунісу і Англії, у всіх них Кабрера виходив у стартовому складі збірної, проводячи на полі всі 90 хвилин. Того ж року Вільмер закінчив виступи у збірній.
Протягом кар'єри у національній команді, яка тривала 10 років, провів у формі головної команди країни 48 матчів, забивши 3 голи.

## Кар'єра тренера
Закінчивши кар'єру гравця, Кабрера почав працювати у фронт-офісі MLS менеджером з розвитку латиноамериканських масових і молодіжних програм.
Отримавши у 2005 році тренерську ліцензію USSF категорії А, Кабрера увійшов до тренерського штабу збірної США для гравців до 18 років, а 25 жовтня 2007 року його призначили головним тренером юнацької збірної США до 17 років. З цією командою Вільмер став переможцем юнацького чемпіонату КОНКАКАФ (U-17) 2011 року у Ямайці.
31 березня 2012 року він став асистентом головного тренера в клубі «Колорадо Репідс», а 9 січня 2014 року став головним тренером клуба MLS «Чівас США». Клуб був ліквідований наприкінці сезону, а команда Кабрери зайняла сьоме місце на Західній конференції, найвищій фініш для «Чівас» за останні п'ять сезонів.
2 грудня 2015 року став головним тренером новоствореного клубу USL «Ріо Гранде Веллі». Команда, будучи фарм-клубом «Х'юстон Динамо», вдало виступила у наступному сезоні, ставши другою у Західній конференції, після чого 28 жовтня 2016 року він був призначений головним тренером основної команди, «Х'юстон Динамо» з MLS. З нею 2018 року виграв Відкритий кубок США.

## Титули і досягнення

### Як гравця
- Чемпіон Колумбії (3): 1990, 1992, 1996/97
- Володар Кубка Колумбії (1): 1989
- Чемпіон Південної Америки (U-20): 1987
- Бронзовий призер Кубка Америки: 1995

### Як тренера
- Юнацький чемпіон КОНКАКАФ (U-17): 2011
- Володар Відкритого кубка США: 2018